# Boží kámen u Sosně
Boží Kámen u Sosně je kulturně-historická památka v okrese Rakovník v západní části Středočeského kraje. Jedná se o žulový balvan s prohlubněmi na povrchu, podle někoho "vypadá jako bochník chleba, do kterého pekař při jeho hnětení vytlačil prsty hluboké rýhy a důlky". Nalézá se 700 m jižně od obce Soseň, asi 250 m od Obecního vrchu. Patří ke krajině Přírodního parku Jesenicko. V roce 1998 byl Okresním úřadem v Rakovníku, referátem životního prostředí, tento kámen, opředený pověstmi, zaregistrován jako významný krajinný prvek. Je chráněn před poškozením a ničením zákonem 114/1992 Sb.

## Pověsti
Kámen je opředen mnoha pověstmi. Jedna říká, že podoba kamene vznikla, "když Kristus se svými apoštoly šel světem, odpočinuli si na tomto místě a v místech, kde seděli, se vytvořily prohlubeniny".. Další verze pověsti praví, že na kameni odpočíval Bůh se svými anděly.

## Odvoz a navrácení kamene
Před několika lety převezl kámen sběratel kamenů Karel Rejzek ke koupališti v Senomatech. Na zásah referátu životního prostředí Okresního úřadu v Rakovníku byl kámen dopraven zpět k Sosni (ale ne přesně na stejné místo) a pro jeho budoucí ochranu byl vyhlášen významným krajinným prvkem (v roce 1998). Skutečnost, že Karel Rejzek nedlouho po přemístění kamene zemřel tragicky pod koly nákladního auta, přikládají někteří pověsti, že kdo pohne Božím kamenem, toho stihne boží trest.

## Zajímavosti v okolí
- přírodní památka Soseňský lom
- přírodní památka Plaviště